# Trung tâm hành chính tỉnh Bình Dương
Trung tâm hành chính Thành phố Hồ Chí Minh (Cơ sở 2) là một khu trung tâm hành chính tập trung được đặt ngay tại khu trung tâm Thành phố mới Bình Dương (Binh Duong New City) có quy mô 1.000 ha nằm trong Khu liên hợp công nghiệp - dịch vụ và đô thị 4.196 ha.với chiều cao là 104 m. Đây là khu chính trị - kinh tế - văn hóa của toàn tỉnh và là hạt nhân của một thành phố Bình Dương hiện đại và đây là Trung tâm hành chính tập trung đầu tiên ở Việt Nam.

## Mô tả
Tòa nhà gồm 2 tháp A và B, sẽ dùng để bố trí chỗ cho gần 60 cơ quan, đoàn thể, đơn vị khối Đảng, đoàn thể chính trị, cơ quan quản lý nhà nước, các sở, ngành và các đơn vị sự nghiệp trực thuộc sở, ngành. Lối vào trung tâm bề thế, khang trang. Toàn bộ khu tầng trệt ở 2 tòa nhà (rộng 4.000 m2 ) gồm 7 cụm chức năng, dành cho các bộ phận tiếp nhận hồ sơ, trả kết quả theo cơ chế một cửa, liên thông hiện đại, thân thiện với người dân, giúp nhân dân và tổ chức thuận lợi khi đến giải quyết công việc.
Trung tâm hành chính Bình Dương có 23 tầng (2 tầng hầm), có diện tích sàn hơn 100.000 m², tổng vốn đầu tư 1.400 tỷ đồng, có bãi đáp trực thăng; bãi đỗ 640 ôtô, 2.000 xe máy. Toàn bộ công trình do công ty cổ phần CPG từ Singapore thiết kế. Ngay cạnh Trung tâm hành chính là Trung tâm hội nghị và triển lãm có sức chứa 800 người.

## Bố trí các tầng
| Tầng       | Tháp A                                                                                      | Tháp B                                                                 |
| Tầng hầm 2 | Khu vực bãi xe                                                                              | Khu vực bãi xe                                                         |
| Tầng hầm 1 | Khu vực bãi xe                                                                              | Khu vực bãi xe                                                         |
| Tầng trệt  | Khu vực nhận-trả hồ sơ                                                                      | Khu vực nhận-trả hồ sơ                                                 |
| Tầng 2     | - Sở Tài chính - Chi cục Tài chính Doanh nghiệp                                             | - Ban Quản lý Tòa nhà Trung tâm hành chính tỉnh                        |
| Tầng 3     | - Sở Nông nghiệp và Phát triển Nông thôn - Ban Quản lý Khu Công nghiệp Việt Nam - Singapore | - Viện Quy hoạch và Phát triển đô thị Bình Dương                       |
| Tầng 4     | - Sở Kế hoạch - Đầu tư                                                                      |                                                                        |
| Tầng 5     | - Ban Quản lý các Khu Công nghiệp tỉnh                                                      | - Thanh tra tỉnh                                                       |
| Tầng 6     | - Sở Lao động - Thương binh và Xã hội                                                       |                                                                        |
| Tầng 7     | - Sở Xây dựng                                                                               |                                                                        |
| Tầng 8     | - Sở Công Thương                                                                            | - Tỉnh đoàn - Hội Sinh viên - Hội Liên hiệp Thanh niên                 |
| Tầng 9     | - Sở Tài nguyên - Môi trường                                                                |                                                                        |
| Tầng 10    | - Sở Giáo dục và Đào tạo                                                                    |                                                                        |
| Tầng 11    | - Sở Khoa học - Công nghệ                                                                   |                                                                        |
| Tầng 12    | - Sở Giao thông - Vận tải                                                                   |                                                                        |
| Tầng 13    | - Sở Văn hóa, Thể thao và Du lịch                                                           |                                                                        |
| Tầng 14    | - Sở Thông tin và Truyền thông                                                              |                                                                        |
| Tầng 15    | - Sở Tư pháp - Sở Y tế                                                                      | - Văn phòng Đại biểu Quốc hội và Hội đồng Nhân dân tỉnh                |
| Tầng 16    | - Ủy ban Nhân dân tỉnh                                                                      | - Văn phòng Ủy ban nhân dân tỉnh - Quỹ Đầu tư và Phát triển Bình Dương |
| Tầng 17    | Tỉnh ủy Bình Dương                                                                          | Tỉnh ủy Bình Dương                                                     |
| Tầng 18    | - Sở Nội vụ                                                                                 | - Ban Tổ chức Tỉnh ủy                                                  |
| Tầng 19    | - Sở Ngoại vụ                                                                               | - Ban Tuyên giáo Tỉnh ủy - Ban Dân vận Tỉnh ủy                         |